# Cosmorhoe coarctata
Cosmorhoe coarctata là một loài bướm đêm trong họ Geometridae.